# 7. Parteitag der Partei der Arbeit Koreas

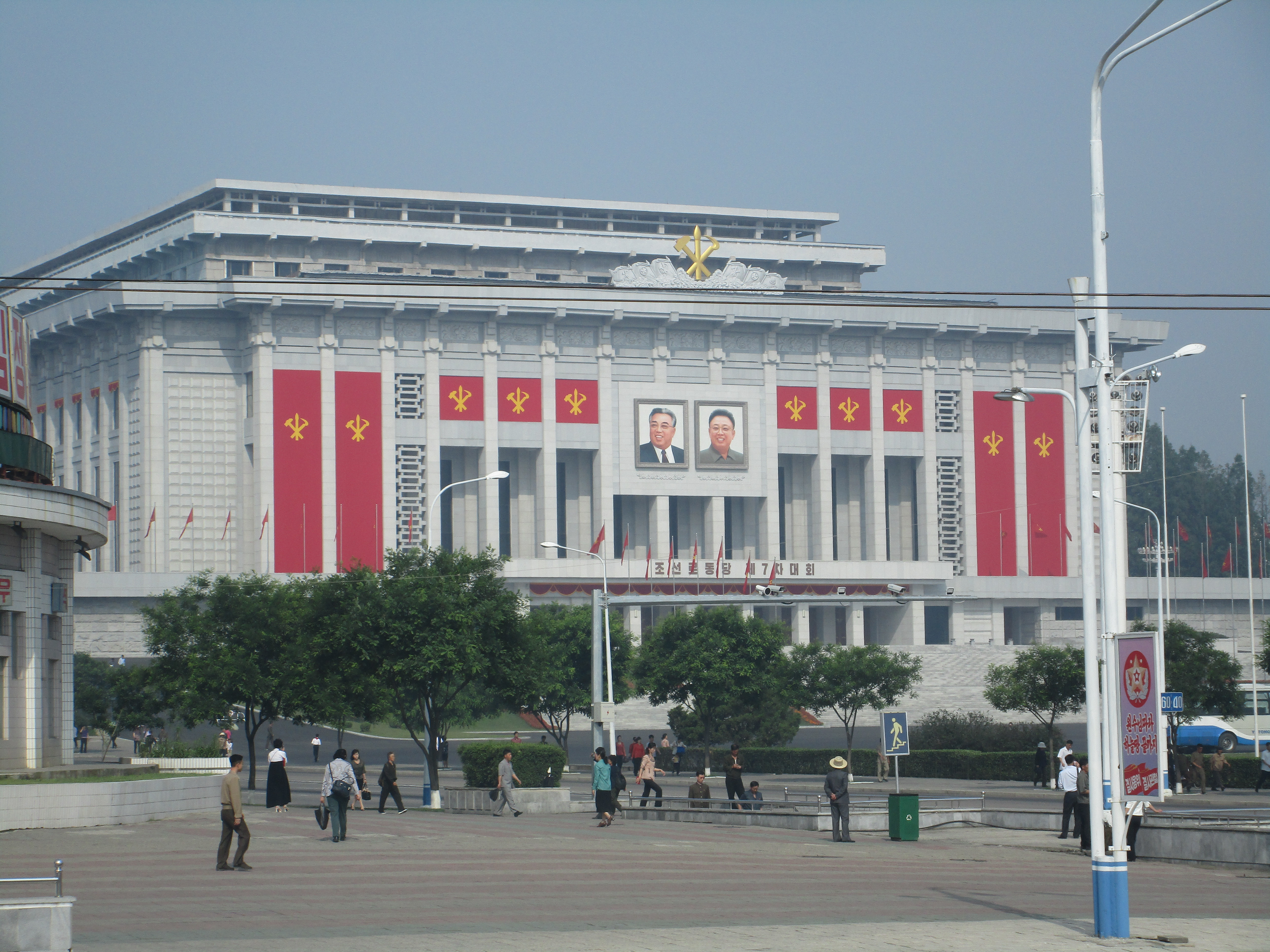
Der VII. Parteitag der PdAK fand in der Mansudae-Kongresshalle statt.

Der VII. Parteitag der Partei der Arbeit Koreas, auch 7. Parteikongress der PdAK genannt, fand vom 6. bis 10. Mai 2016 (Juche 104) in der Hauptstadt Nordkoreas, Pjöngjang statt. Es war der erste Parteitag seit 1980.

## Verlauf
Im Herbst 2015 gab die staatlich kontrollierte Nachrichtenagentur KCNA bekannt, dass im Mai 2016 der erste Parteitag seit 36 Jahren stattfinden sollte. Warum zwischen 1980 und 2016 kein Parteitag stattfand, ist nicht bekannt. Die Vorbereitungen hierzu wurden 70 Tage vor der Ausrichtung unter Mithilfe der Bevölkerung in Angriff genommen. Rund 100 ausländische Journalisten wurden am ersten Tag zwar zum Ort des Geschehens gebracht, jedoch wieder in ihre Hotels zurückgeschafft. Stattdessen wurde ihnen unter anderem eine Kabelfabrik gezeigt. 
Es nahmen 3467 Delegierte teil. Der Parteitag bestätigte die derzeitige Strategie des Staatschefs Kim Jong-un bezüglich des Aufbaus einer Atomstreitmacht bei gleichzeitiger Entwicklung der Wirtschaft durch Öffnung nach außen. Die allgemeinen Ziele der Wirtschaftspolitik wurden in einem Fünf-Jahres-Plan festgehalten. Erstmals überhaupt waren auch westliche Journalisten zu einem solchen Parteitag eingeladen. Diese durften zumindest am letzten Tag auch im Inneren der Versammlungshalle fotografieren und filmen. Sie wurden allerdings explizit darum gebeten, keine Nahaufnahmen von den Notizen der Delegierten zu machen.

## Beschlüsse
- Wahl einer neuen Parteiführung
- Änderung der Parteistatuten
- Kontrolle der Arbeit des Zentralkomitees und des Rechnungsausschusses
- Verbesserung der Beziehungen zu Südkorea
- Nutzung von Kernwaffen nur bei Verletzung der staatlichen Souveränität[1]
- Weiterentwicklung der Wirtschaft Nordkoreas mittels eines Fünfjahresplanes
- Weiterentwicklung der Atomwaffen[2]

## Reaktionen
Die Kommunistische Partei Chinas gratulierte der PdAK zur Abhaltung des Parteitages. Diplomaten in Peking hatten berichtet, dass China zu dem Parteitag nicht eingeladen worden sei. Als Grund nannten sie die schlechter gewordenen Beziehungen zwischen beiden Ländern infolge des Streits um das nordkoreanische Atomprogramm.

## Teilnehmer
Der Zusammensetzung der Delegierten nach sind 1545 Partei- und Politfunktionäre, 719 Volksarmeeangehörige, 423 Funktionäre des  staatlichen Verwaltungs- und Wirtschaftsorgane, 52 Funktionäre der Massenorganisationen, 112 Funktionäre im Bereich Wissenschaft, Bildung, Gesundheitswesen, Kultur und Kunst und Massenmedien, 786 aktive Parteimitglieder aus Arbeitsstätten, 6 antijapanische revolutionäre Kämpfer und 24 gesinnungstreue einstige Langzeithäftlinge. 315 Delegierte sind Frauen.